# マーキー・ムーン (曲)
「マーキー・ムーン」（Marquee Moon）は、テレヴィジョンが1977年に発表した楽曲。

## 概要
1976年8月、テレヴィジョンはエレクトラ・レコードとレコーディング契約を結んだ。エレクトラは、名の知れたレコーディング・エンジニアが付くという条件で、メンバーのトム・ヴァーレインがデビュー・アルバムをプロデュースすることを許した。有名なプロデューサーにスタジオで指図されたくなかったヴァーレインは、ローリング・ストーンズやレッド・ツェッペリンのアルバムのエンジニアを務めていたアンディ・ジョンズに依頼し、同年9月からニューヨークのA&Rスタジオでレコーディングが開始された。アルバムのほとんどの曲はライブで録音され、「マーキー・ムーン」を含むいくつかの曲はワンテイクで録られた。ジョンズが次のテイクを録ろうとすると、ヴァーレインは「忘れろ」と言った。
1977年2月8日、本作品をタイトルに掲げたファースト・アルバム『Marquee Moon』が発売。ジョンズは共同プロデューサーとしてクレジットされた。同年4月8日、英国でシングルカットされた。9分58秒あったため、A面とB面に振り分けて収録された。全英シングルチャートで30位を記録した。
再発盤のCDの本作品の収録時間は10分40秒にのばされている。
1982年に発売されたライブ・アルバム『The Blow-Up』（1978年、ニューヨーク、CBGB録音）、2003年にライノから発売されたライブ・アルバム『Live At The Old Waldorf - San Francisco, 6/29/78』（1978年、サンフランシスコ録音）に、それぞれライブ・バージョンが収録されている。